# Wereldbeker alpineskiën 2023/2024
Het FIS wereldbeker alpineskiën seizoen 2023/2024 is het 58e seizoen sinds het seizoen 1966/1967. De reeks wedstrijden wordt op zaterdag 28 oktober 2023 geopend met de traditionele reuzenslalom voor vrouwen in het Oostenrijkse ski-oord Sölden in Tirol. Het seizoen wordt op zondag 23 maart 2024 afgesloten met  een afdaling voor zowel de mannen als de vrouwen in het Oostenrijkse Saalbach-Hinterglemm. 
De alpineskiër die op het einde van het seizoen de meeste punten had verzameld, wint de algemene wereldbeker. Ook per onderdeel wordt een apart wereldbekerklassement opgemaakt.

## Mannen

### Kalender
| Datum      | Plaats                 | Onderdeel    | Eerste                                               | Tweede                                               | Derde                                                |
| ---------- | ---------------------- | ------------ | ---------------------------------------------------- | ---------------------------------------------------- | ---------------------------------------------------- |
| 29/10/2023 | Sölden                 | Reuzenslalom | Afgebroken vanwege te sterke wind                    | Afgebroken vanwege te sterke wind                    | Afgebroken vanwege te sterke wind                    |
| 11/11/2023 | Zermatt-Cervinia       | Afdaling     | Afgelast vanwege te sterke wind                      | Afgelast vanwege te sterke wind                      | Afgelast vanwege te sterke wind                      |
| 12/11/2023 | Zermatt-Cervinia       | Afdaling     | Afgelast vanwege te sterke wind                      | Afgelast vanwege te sterke wind                      | Afgelast vanwege te sterke wind                      |
| 18/11/2023 | Gurgl                  | Slalom       | Manuel Feller                                        | Marco Schwarz                                        | Michael Matt                                         |
| 01/12/2023 | Beaver Creek           | Afdaling     | Afgelast vanwege te sterke wind en hevige sneeuwval  | Afgelast vanwege te sterke wind en hevige sneeuwval  | Afgelast vanwege te sterke wind en hevige sneeuwval  |
| 02/12/2023 | Beaver Creek           | Afdaling     | Afgelast vanwege te sterke wind en hevige sneeuwval  | Afgelast vanwege te sterke wind en hevige sneeuwval  | Afgelast vanwege te sterke wind en hevige sneeuwval  |
| 03/12/2023 | Beaver Creek           | Super G      | Afgelast vanwege te sterke wind en hevige sneeuwval  | Afgelast vanwege te sterke wind en hevige sneeuwval  | Afgelast vanwege te sterke wind en hevige sneeuwval  |
| 09/12/2023 | Val d'Isere            | Reuzenslalom | Marco Odermatt                                       | Marco Schwarz                                        | Joan Verdú                                           |
| 10/12/2023 | Val d'Isere            | Slalom       | Afgelast vanwege hevige sneeuwval                    | Afgelast vanwege hevige sneeuwval                    | Afgelast vanwege hevige sneeuwval                    |
| 14/12/2023 | Val Gardena            | Afdaling     | Bryce Bennett                                        | Aleksander Aamodt Kilde                              | Marco Odermatt                                       |
| 15/12/2023 | Val Gardena            | Super G      | Vincent Kriechmayr                                   | Daniel Hemetsberger                                  | Marco Odermatt                                       |
| 16/12/2023 | Val Gardena            | Afdaling     | Dominik Paris                                        | Aleksander Aamodt Kilde                              | Bryce Bennett                                        |
| 17/12/2023 | Alta Badia             | Reuzenslalom | Marco Odermatt                                       | Filip Zubčić                                         | Žan Kranjec                                          |
| 18/12/2023 | Alta Badia             | Reuzenslalom | Marco Odermatt                                       | Marco Schwarz                                        | Žan Kranjec                                          |
| 22/12/2023 | Madonna di Campiglio   | Slalom       | Marco Schwarz                                        | Clément Noël                                         | Dave Ryding                                          |
| 28/12/2023 | Bormio                 | Afdaling     | Cyprien Sarrazin                                     | Marco Odermatt                                       | Cameron Alexander                                    |
| 29/12/2023 | Bormio                 | Super G      | Marco Odermatt                                       | Raphaël Haaser                                       | Aleksander Aamodt Kilde                              |
| 06/01/2024 | Adelboden              | Reuzenslalom | Marco Odermatt                                       | Aleksander Aamodt Kilde                              | Filip Zubčić                                         |
| 07/01/2024 | Adelboden              | Slalom       | Manuel Feller                                        | Atle Lie McGrath                                     | Dominik Raschner                                     |
| 11/01/2024 | Wengen                 | Afdaling     | Marco Odermatt                                       | Cyprien Sarrazin                                     | Aleksander Aamodt Kilde                              |
| 12/01/2024 | Wengen                 | Super G      | Cyprien Sarrazin                                     | Marco Odermatt                                       | Aleksander Aamodt Kilde                              |
| 13/01/2024 | Wengen                 | Afdaling     | Marco Odermatt                                       | Cyprien Sarrazin                                     | Dominik Paris                                        |
| 14/01/2024 | Wengen                 | Slalom       | Manuel Feller                                        | Atle Lie McGrath                                     | Henrik Kristoffersen                                 |
| 19/01/2024 | Kitzbühel              | Afdaling     | Cyprien Sarrazin                                     | Florian Schieder                                     | Marco Odermatt                                       |
| 20/01/2024 | Kitzbühel              | Afdaling     | Cyprien Sarrazin                                     | Marco Odermatt                                       | Dominik Paris                                        |
| 21/01/2024 | Kitzbühel              | Slalom       | Linus Straßer                                        | Kristoffer Jakobsen                                  | Daniel Yule                                          |
| 23/01/2024 | Schladming             | Reuzenslalom | Marco Odermatt                                       | Manuel Feller                                        | Žan Kranjec                                          |
| 24/01/2024 | Schladming             | Slalom       | Linus Straßer                                        | Timon Haugan                                         | Clément Noël                                         |
| 27/01/2024 | Garmisch-Partenkirchen | Super G      | Nils Allègre                                         | Guglielmo Bosca                                      | Loïc Meillard                                        |
| 28/01/2024 | Garmisch-Partenkirchen | Super G      | Marco Odermatt                                       | Raphael Haaser                                       | Franjo von Allmen                                    |
| 02/02/2024 | Chamonix               | Afdaling     | Afgelast vanwege het warme weer                      | Afgelast vanwege het warme weer                      | Afgelast vanwege het warme weer                      |
| 03/02/2024 | Chamonix               | Afdaling     | Afgelast vanwege het warme weer                      | Afgelast vanwege het warme weer                      | Afgelast vanwege het warme weer                      |
| 04/02/2024 | Chamonix               | Slalom       | Daniel Yule                                          | Loïc Meillard                                        | Clément Noël                                         |
| 10/02/2024 | Bansko                 | Reuzenslalom | Marco Odermatt                                       | Alexander Steen Olsen                                | Manuel Feller                                        |
| 11/02/2024 | Bansko                 | Slalom       | Afgelast vanwege verslechterende weersomstandigheden | Afgelast vanwege verslechterende weersomstandigheden | Afgelast vanwege verslechterende weersomstandigheden |
| 17/02/2024 | Kvitfjell              | Afdaling     | Niels Hintermann                                     | Vincent Kriechmayr                                   | Cameron Alexander                                    |
| 18/02/2024 | Kvitfjell              | Super G      | Vincent Kriechmayr                                   | Jeffrey Read                                         | Marco Odermatt Dominik Paris                         |
| 24/02/2024 | Palisades Tahoe        | Reuzenslalom | Marco Odermatt                                       | Henrik Kristoffersen                                 | River Radamus                                        |
| 25/02/2024 | Palisades Tahoe        | Slalom       | Manuel Feller                                        | Clément Noël                                         | Linus Straßer                                        |
| 01/03/2024 | Aspen                  | Reuzenslalom | Marco Odermatt                                       | Loïc Meillard                                        | Atle Lie McGrath                                     |
| 02/03/2024 | Aspen                  | Reuzenslalom | Marco Odermatt                                       | Loïc Meillard                                        | Timon Haugan                                         |
| 03/03/2024 | Aspen                  | Slalom       | Loïc Meillard                                        | Linus Straßer                                        | Henrik Kristoffersen                                 |
| 09/03/2024 | Kranjska Gora          | Reuzenslalom | Afgelast vanwege verslechterende weersomstandigheden | Afgelast vanwege verslechterende weersomstandigheden | Afgelast vanwege verslechterende weersomstandigheden |
| 10/03/2024 | Kranjska Gora          | Slalom       | Afgelast vanwege verslechterende weersomstandigheden | Afgelast vanwege verslechterende weersomstandigheden | Afgelast vanwege verslechterende weersomstandigheden |
| 15/03/2024 | Saalbach-Hinterglemm   | Reuzenslalom | Loïc Meillard                                        | Joan Verdu Sanchez                                   | Thomas Tumler                                        |
| 16/03/2024 | Saalbach-Hinterglemm   | Slalom       | Timon Haugan                                         | Manuel Feller                                        | Linus Straßer                                        |
| 22/03/2024 | Saalbach-Hinterglemm   | Super G      | Stefan Rogentin                                      | Loïc Meillard                                        | Arnaud Boisset                                       |
| 24/03/2024 | Saalbach-Hinterglemm   | Afdaling     | Afgelast vanwege harde wind en hevige sneeuwval      | Afgelast vanwege harde wind en hevige sneeuwval      | Afgelast vanwege harde wind en hevige sneeuwval      |

### Eindstanden
| Algemeen klassement | Algemeen klassement  | Algemeen klassement | Algemeen klassement | Algemeen klassement | Algemeen klassement     | Algemeen klassement | Algemeen klassement | Algemeen klassement | Algemeen klassement | Algemeen klassement | Algemeen klassement |
| #                   | Naam                 | Land                | Punten              | #                   | Naam                    | Land                | Punten              | #                   | Naam                | Land                | Punten              |
| ------------------- | -------------------- | ------------------- | ------------------- | ------------------- | ----------------------- | ------------------- | ------------------- | ------------------- | ------------------- | ------------------- | ------------------- |
| 1                   | Marco Odermatt       | SUI                 | 1947                | 11                  | Marco Schwarz           | AUT                 | 464                 | 21                  | Mattia Casse        | ITA                 | 324                 |
| 2                   | Loïc Meillard        | SUI                 | 1073                | 12                  | Atle Lie McGrath        | NOR                 | 459                 | 22                  | Alex Vinatzer       | ITA                 | 323                 |
| 3                   | Manuel Feller        | AUT                 | 952                 | 13                  | Alexander Steen Olsen   | NOR                 | 442                 | 23                  | James Crawford      | CAN                 | 311                 |
| 4                   | Henrik Kristoffersen | NOR                 | 754                 | 14                  | Aleksander Aamodt Kilde | NOR                 | 440                 | 24                  | Ryan Cochran-Siegle | USA                 | 306                 |
| 5                   | Cyprien Sarrazin     | FRA                 | 734                 | 15                  | Raphael Haaser          | AUT                 | 408                 | 25                  | Guglielmo Bosca     | ITA                 | 303                 |
| 6                   | Vincent Kriechmayr   | AUT                 | 707                 | 16                  | Clement Noel            | FRA                 | 397                 | 26                  | Cameron Alexander   | CAN                 | 301                 |
| 7                   | Timon Haugan         | NOR                 | 621                 | 17                  | Nils Allègre            | FRA                 | 394                 | 27                  | Gino Caviezel       | SUI                 | 298                 |
| 8                   | Dominik Paris        | ITA                 | 539                 | 18                  | Stefan Rogentin         | SUI                 | 348                 | 28                  | Thomas Tumler       | SUI                 | 295                 |
| 9                   | Linus Strasser       | GER                 | 532                 | 19                  | Žan Kranjec             | SLO                 | 347                 | 29                  | Daniel Yule         | SUI                 | 288                 |
| 10                  | Filip Zubčić         | CRO                 | 466                 | 20                  | Justin Murisier         | SUI                 | 335                 | 30                  | Dave Ryding         | GBR                 | 288                 |

| Afdaling | Afdaling                | Afdaling | Afdaling |
| #        | Naam                    | Land     | Punten   |
| -------- | ----------------------- | -------- | -------- |
| 1        | Marco Odermatt          | SUI      | 552      |
| 2        | Cyprien Sarrazin        | FRA      | 510      |
| 3        | Dominik Paris           | ITA      | 342      |
| 4        | Vincent Kriechmayr      | AUT      | 298      |
| 5        | Bryce Bennett           | USA      | 257      |
| 6        | Niels Hintermann        | SUI      | 229      |
| 7        | Aleksander Aamodt Kilde | NOR      | 220      |
| 8        | Ryan Cochran-Siegle     | USA      | 208      |
| 9        | Cameron Alexander       | CAN      | 205      |
| 10       | Nils Allègre            | FRA      | 201      |

| Super G | Super G            | Super G | Super G |
| #       | Naam               | Land    | Punten  |
| ------- | ------------------ | ------- | ------- |
| 1       | Marco Odermatt     | SUI     | 495     |
| 2       | Vincent Kriechmayr | AUT     | 409     |
| 3       | Raphael Haaser     | AUT     | 271     |
| 4       | Stefan Rogentin    | SUI     | 244     |
| 5       | Guglielmo Bosca    | ITA     | 230     |
| 6       | Cyprien Sarrazin   | FRA     | 224     |
| 7       | Dominik Paris      | ITA     | 197     |
| 8       | Loïc Meillard      | SUI     | 196     |
| 9       | Nils Allègre       | FRA     | 193     |
| 10      | Jeffrey Read       | CAN     | 187     |

| Reuzenslalom | Reuzenslalom          | Reuzenslalom | Reuzenslalom |
| #            | Naam                  | Land         | Punten       |
| ------------ | --------------------- | ------------ | ------------ |
| 1            | Marco Odermatt        | SUI          | 900          |
| 2            | Loïc Meillard         | SUI          | 468          |
| 3            | Filip Zubčić          | CRO          | 402          |
| 4            | Henrik Kristoffersen  | NOR          | 395          |
| 5            | Žan Kranjec           | SLO          | 347          |
| 6            | Alexander Steen Olsen | NOR          | 326          |
| 7            | Thomas Tumler         | SUI          | 295          |
| 8            | Atle Lie McGrath      | NOR          | 244          |
| 9            | Manuel Feller         | AUT          | 237          |
| 10           | Joan Verdu            | AND          | 221          |

| Slalom | Slalom               | Slalom | Slalom |
| #      | Naam                 | Land   | Punten |
| ------ | -------------------- | ------ | ------ |
| 1      | Manuel Feller        | AUT    | 715    |
| 2      | Linus Straßer        | GER    | 526    |
| 3      | Timon Haugan         | NOR    | 450    |
| 4      | Loïc Meillard        | SUI    | 409    |
| 5      | Clement Noel         | FRA    | 397    |
| 6      | Henrik Kristoffersen | NOR    | 359    |
| 7      | Daniel Yule          | SUI    | 288    |
| 8      | Dave Ryding          | GBR    | 288    |
| 9      | Marc Rochat          | SUI    | 258    |
| 10     | Kristoffer Jakobsen  | SWE    | 217    |

## Vrouwen

### Kalender
| Datum      | Plaats                 | Onderdeel    | Eerste                                | Tweede                                | Derde                                       |
| ---------- | ---------------------- | ------------ | ------------------------------------- | ------------------------------------- | ------------------------------------------- |
| 28/10/2023 | Sölden                 | Reuzenslalom | Lara Gut-Behrami                      | Federica Brignone                     | Petra Vlhová                                |
| 11/11/2023 | Levi                   | Slalom       | Petra Vlhová                          | Lena Dürr                             | Katharina Liensberger                       |
| 12/11/2023 | Levi                   | Slalom       | Mikaela Shiffrin                      | Leona Popović                         | Lena Dürr                                   |
| 18/11/2023 | Zermatt-Cervinia       | Afdaling     | Afgelast vanwege te sterke wind       | Afgelast vanwege te sterke wind       | Afgelast vanwege te sterke wind             |
| 19/11/2023 | Zermatt-Cervinia       | Afdaling     | Afgelast vanwege te sterke wind       | Afgelast vanwege te sterke wind       | Afgelast vanwege te sterke wind             |
| 25/11/2023 | Killington             | Reuzenslalom | Lara Gut-Behrami                      | Alice Robinson                        | Mikaela Shiffrin                            |
| 26/11/2023 | Killington             | Slalom       | Mikaela Shiffrin                      | Petra Vlhová                          | Wendy Holdener                              |
| 02/12/2023 | Mont Tremblant         | Reuzenslalom | Federica Brignone                     | Petra Vlhová                          | Mikaela Shiffrin                            |
| 03/12/2023 | Mont Tremblant         | Reuzenslalom | Federica Brignone                     | Lara Gut-Behrami                      | Mikaela Shiffrin                            |
| 08/12/2023 | Sankt Moritz           | Super G      | Sofia Goggia                          | Cornelia Hütter                       | Lara Gut-Behrami                            |
| 09/12/2023 | Sankt Moritz           | Afdaling     | Mikaela Shiffrin                      | Sofia Goggia                          | Federica Brignone                           |
| 10/12/2023 | Sankt Moritz           | Super G      | Afgelast vanwege hevige sneeuwval     | Afgelast vanwege hevige sneeuwval     | Afgelast vanwege hevige sneeuwval           |
| 16/12/2023 | Val d'Isère            | Afdaling     | Jasmine Flury                         | Joana Hählen                          | Cornelia Hütter                             |
| 17/12/2023 | Val d'Isère            | Super G      | Federica Brignone                     | Kajsa Vickhoff Lie                    | Sofia Goggia                                |
| 21/12/2023 | Courchevel             | Slalom       | Petra Vlhová                          | Mikaela Shiffrin                      | Katharina Truppe                            |
| 28/12/2023 | Lienz                  | Reuzenslalom | Mikaela Shiffrin                      | Federica Brignone                     | Sara Hector                                 |
| 29/12/2023 | Lienz                  | Slalom       | Mikaela Shiffrin                      | Lena Dürr                             | Michelle Gisin                              |
| 06/01/2024 | Kranjska Gora          | Reuzenslalom | Valérie Grenier                       | Lara Gut-Behrami                      | Federica Brignone                           |
| 07/01/2024 | Kranjska Gora          | Slalom       | Petra Vlhová                          | Lena Dürr                             | AJ Hurt                                     |
| 12/01/2024 | Altenmarkt-Zauchensee  | Super G      | Cornelia Hütter                       | Kajsa Vickhoff Lie                    | Lara Gut-Behrami                            |
| 13/01/2024 | Altenmarkt-Zauchensee  | Afdaling     | Sofia Goggia                          | Stephanie Venier                      | Mirjam Puchner Nicol Delago                 |
| 14/01/2024 | Altenmarkt-Zauchensee  | Super G      | Lara Gut-Behrami                      | Cornelia Hütter                       | Mirjam Puchner                              |
| 16/01/2024 | Flachau                | Slalom       | Mikaela Shiffrin                      | Petra Vlhová                          | Sara Hector                                 |
| 20/01/2024 | Jasná                  | Reuzenslalom | Sara Hector                           | Mikaela Shiffrin                      | Alice Robinson                              |
| 21/01/2024 | Jasná                  | Slalom       | Mikaela Shiffrin                      | Zrinka Ljutić                         | Anna Swenn-Larsson                          |
| 26/01/2024 | Cortina d'Ampezzo      | Afdaling     | Stephanie Venier                      | Lara Gut-Behrami                      | Valérie Grenier Christina Ager Sofia Goggia |
| 27/01/2024 | Cortina d'Ampezzo      | Afdaling     | Ragnhild Mowinckel                    | Jacqueline Wiles                      | Sofia Goggia                                |
| 28/01/2024 | Cortina d'Ampezzo      | Super G      | Lara Gut-Behrami                      | Stephanie Venier                      | Romane Miradoli                             |
| 30/01/2024 | Kronplatz              | Reuzenslalom | Lara Gut-Behrami                      | Alice Robinson Sara Hector            | -                                           |
| 03/02/2024 | Garmisch-Partenkirchen | Afdaling     | Afgelast vanwege het warme weer       | Afgelast vanwege het warme weer       | Afgelast vanwege het warme weer             |
| 04/02/2024 | Garmisch-Partenkirchen | Super G      | Afgelast vanwege het warme weer       | Afgelast vanwege het warme weer       | Afgelast vanwege het warme weer             |
| 10/02/2024 | Soldeu                 | Reuzenslalom | Lara Gut-Behrami                      | Alice Robinson                        | AJ Hurt                                     |
| 11/02/2024 | Soldeu                 | Slalom       | Anna Swenn-Larsson                    | Zrinka Ljutić                         | Paula Moltzan                               |
| 16/02/2024 | Crans-Montana          | Afdaling     | Lara Gut-Behrami                      | Jasmine Flury Cornelia Hütter         | -                                           |
| 17/02/2024 | Crans-Montana          | Afdaling     | Marta Bassino                         | Federica Brignone                     | Lara Gut-Behrami                            |
| 18/02/2024 | Crans-Montana          | Super G      | Stephanie Venier                      | Federica Brignone                     | Marta Bassino                               |
| 24/02/2024 | Val di Fassa           | Super G      | Afgelast vanwege te veel verse sneeuw | Afgelast vanwege te veel verse sneeuw | Afgelast vanwege te veel verse sneeuw       |
| 25/02/2024 | Val di Fassa           | Super G      | Afgelast vanwege te veel verse sneeuw | Afgelast vanwege te veel verse sneeuw | Afgelast vanwege te veel verse sneeuw       |
| 02/03/2024 | Kvitfjell              | Super G      | Lara Gut-Behrami                      | Cornelia Hütter                       | Mirjam Puchner                              |
| 03/03/2024 | Kvitfjell              | Super G      | Federica Brignone                     | Lara Gut-Behrami                      | Ester Ledecká                               |
| 09/03/2024 | Åre                    | Reuzenslalom | Federica Brignone                     | Sara Hector                           | Lara Gut-Behrami                            |
| 10/03/2024 | Åre                    | Slalom       | Mikaela Shiffrin                      | Zrinka Ljutić                         | Michelle Gisin                              |
| 15/03/2024 | Saalbach-Hinterglemm   | Slalom       | Mikaela Shiffrin                      | Mina Fürst Holtmann                   | Anna Swenn-Larsson                          |
| 16/03/2024 | Saalbach-Hinterglemm   | Reuzenslalom | Federica Brignone                     | Alice Robinson                        | Thea Louise Stjernesund                     |
| 22/03/2024 | Saalbach-Hinterglemm   | Super G      | Ester Ledecká                         | Federica Brignone                     | Kajsa Vickhoff Lie                          |
| 23/03/2024 | Saalbach-Hinterglemm   | Afdaling     | Cornelia Hütter                       | Ilka Štuhec                           | Nicol Delago                                |

### Eindstanden
| Algemeen klassement | Algemeen klassement | Algemeen klassement | Algemeen klassement | Algemeen klassement | Algemeen klassement   | Algemeen klassement | Algemeen klassement | Algemeen klassement | Algemeen klassement     | Algemeen klassement | Algemeen klassement |
| #                   | Naam                | Land                | Punten              | #                   | Naam                  | Land                | Punten              | #                   | Naam                    | Land                | Punten              |
| ------------------- | ------------------- | ------------------- | ------------------- | ------------------- | --------------------- | ------------------- | ------------------- | ------------------- | ----------------------- | ------------------- | ------------------- |
| 1                   | Lara Gut-Behrami    | SUI                 | 1716                | 11                  | Ragnhild Mowinckel    | NOR                 | 664                 | 21                  | Anna Swenn-Larsson      | SWE                 | 395                 |
| 2                   | Federica Brignone   | ITA                 | 1581                | 12                  | Alice Robinson        | NZL                 | 650                 | 22                  | Kira Weidle             | GER                 | 384                 |
| 3                   | Mikaela Shiffrin    | USA                 | 1409                | 13                  | Zrinka Ljutić         | CRO                 | 560                 | 23                  | Ester Ledecká           | CZE                 | 374                 |
| 4                   | Sara Hector         | SWE                 | 922                 | 14                  | Kajsa Vickhoff Lie    | NOR                 | 544                 | 24                  | Mina Fürst Holtmann     | NOR                 | 372                 |
| 5                   | Cornelia Hütter     | AUT                 | 913                 | 15                  | Mirjam Puchner        | AUT                 | 529                 | 25                  | Thea Louise Stjernesund | NOR                 | 369                 |
| 6                   | Petra Vlhová        | SVK                 | 802                 | 16                  | Lena Dürr             | GER                 | 517                 | 26                  | Jasmine Flury           | SUI                 | 367                 |
| 7                   | Sofia Goggia        | ITA                 | 792                 | 17                  | Paula Moltzan         | USA                 | 473                 | 27                  | Laura Pirovano          | ITA                 | 365                 |
| 8                   | Michelle Gisin      | SUI                 | 785                 | 18                  | Katharina Liensberger | AUT                 | 447                 | 28                  | Ariane Rädler           | AUT                 | 362                 |
| 9                   | Marta Bassino       | ITA                 | 739                 | 19                  | Valérie Grenier       | CAN                 | 429                 | 29                  | Ilka Štuhec             | SLO                 | 302                 |
| 10                  | Stephanie Venier    | AUT                 | 664                 | 20                  | Camille Rast          | SUI                 | 412                 | 30                  | Laura Gauche            | FRA                 | 293                 |

| Afdaling | Afdaling          | Afdaling | Afdaling |
| #        | Naam              | Land     | Punten   |
| -------- | ----------------- | -------- | -------- |
| 1        | Cornelia Hütter   | AUT      | 397      |
| 2        | Lara Gut-Behrami  | SUI      | 369      |
| 3        | Sofia Goggia      | ITA      | 350      |
| 4        | Stephanie Venier  | AUT      | 346      |
| 5        | Federica Brignone | ITA      | 281      |
| 6        | Jasmine Flury     | SUI      | 275      |
| 7        | Mirjam Puchner    | AUT      | 251      |
| 8        | Ilka Štuhec       | SLO      | 242      |
| 9        | Marta Bassino     | ITA      | 236      |
| 10       | Laura Pirovano    | ITA      | 216      |

| Super G | Super G            | Super G | Super G |
| #       | Naam               | Land    | Punten  |
| ------- | ------------------ | ------- | ------- |
| 1       | Lara Gut-Behrami   | SUI     | 576     |
| 2       | Federica Brignone  | ITA     | 546     |
| 3       | Cornelia Hütter    | AUT     | 516     |
| 4       | Stephanie Venier   | AUT     | 380     |
| 5       | Kajsa Vickhoff Lie | NOR     | 337     |
| 6       | Ester Ledecká      | CZE     | 287     |
| 7       | Mirjam Puchner     | AUT     | 278     |
| 8       | Ragnhild Mowinckel | NOR     | 247     |
| 9       | Marta Bassino      | ITA     | 244     |
| 10      | Sofia Goggia       | ITA     | 237     |

| Reuzenslalom | Reuzenslalom            | Reuzenslalom | Reuzenslalom |
| #            | Naam                    | Land         | Punten       |
| ------------ | ----------------------- | ------------ | ------------ |
| 1            | Lara Gut-Behrami        | SUI          | 771          |
| 2            | Federica Brignone       | ITA          | 750          |
| 3            | Sara Hector             | SWE          | 583          |
| 4            | Alice Robinson          | NZL          | 492          |
| 5            | Mikaela Shiffrin        | USA          | 429          |
| 6            | Valérie Grenier         | CAN          | 327          |
| 7            | Thea Louise Stjernesund | NOR          | 307          |
| 8            | Petra Vlhová            | SVK          | 297          |
| 9            | Marta Bassino           | ITA          | 259          |
| 10           | Zrinka Ljutić           | CRO          | 239          |

| Slalom | Slalom                | Slalom | Slalom |
| #      | Naam                  | Land   | Punten |
| ------ | --------------------- | ------ | ------ |
| 1      | Mikaela Shiffrin      | USA    | 830    |
| 2      | Lena Dürr             | GER    | 508    |
| 3      | Petra Vlhová          | SVK    | 505    |
| 4      | Michelle Gisin        | SUI    | 418    |
| 5      | Anna Swenn-Larsson    | SWE    | 395    |
| 6      | Sara Hector           | SWE    | 339    |
| 7      | Katharina Liensberger | AUT    | 325    |
| 8      | Zrinka Ljutić         | CRO    | 321    |
| 9      | Camille Rast          | SUI    | 291    |
| 10     | Katharina Huber       | AUT    | 272    |